# 바리테리움
바리테리움(학명: Barytherium)은 장비목 코끼리과에 속하는 고생물의 일종으로 신생대 고제3기에 해당하는 에오세 후기와 올리고세 전기에 번성했던 원시 코끼리이다. 현재의 북아프리카에서 화석이 발굴되었으며, 모습은 아시아코끼리를 닮은 어깨 높이 1.8-2m에 몸무게 2t을 갖춘 대형 포유류였을 것이라 추정된다. 현재는 그라베(B. grave) 1종만이 알려져 있으며, 그 표본은 모에리테리움 또한 발굴된 이집트의 파이윰에서 맨 처음 발굴되었으며 훗날 리비아, 오만에서도 발굴되었다.